# Luca Saltarello

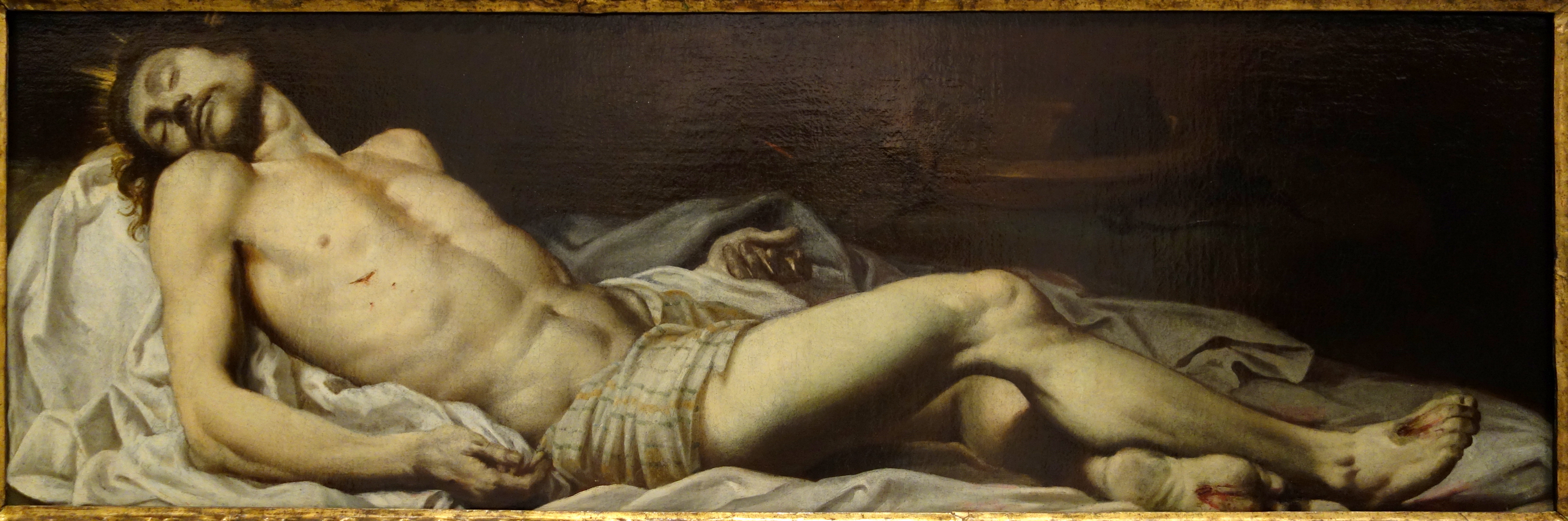
Cristo morto, Accademia ligustica di belle arti.

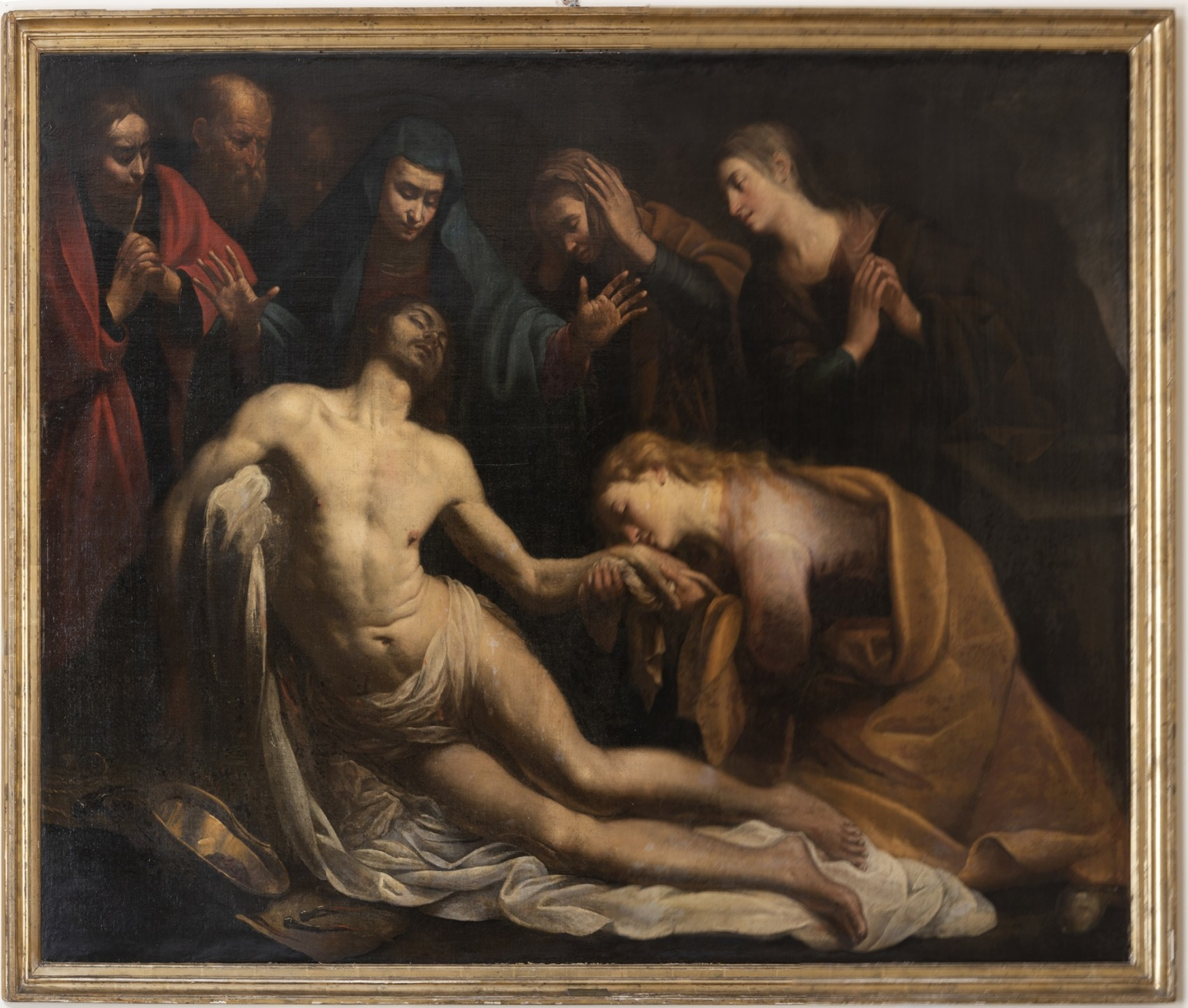
Deposizione

Luca Saltarello (Genova, 1610 – Roma, post 1638) è stato un pittore italiano.

## Biografia
Nato a Genova nel 1610, entrò nella bottega di Domenico Fiasella intorno al 1625. Nel 1632 realizzò il dipinto Miracolo di San Benedetto per la chiesa di Santo Stefano di Genova, ispirato allo stile del suo maestro e di Giovanni Andrea De Ferrari.
Attribuiti a lui sono un San Pietro risana il paralitico conservato all'Accademia ligustica di belle arti, simile nello stile all'opera realizzata per la chiesa di Santo Stefano, e un David con la testa di Golia in Galleria nazionale a Parma. Saltarello s'avvicinò anche allo stile toscano cinquecentesco e al Cigoli, come testimonia lo Sposalizio mistico di Santa Caterina.
Morì in giovane età dopo il 1638 a Roma, città nella quale eseguì una Crocefissione di San Pietro per la Galleria Giustiniani.